# Coussapoa herthae
Coussapoa herthae är en nässelväxtart som beskrevs av Gottfried Wilhelm Johannes Mildbraed. Coussapoa herthae ingår i släktet Coussapoa och familjen nässelväxter. Inga underarter finns listade i Catalogue of Life.